# Amsterdam Loeki Stardust Quartet
Das Amsterdam Loeki Stardust Quartet (kurz: ALSQ) ist ein niederländisches Blockflötenquartett. Es hat durch seinen individuellen Umgang mit der Blockflöte und sein unkonventionelles Repertoire die Auffassung von einem Blockflötenquartett erheblich geändert. 

## Geschichte
Das Quartett wurde 1978 von Daniel Brüggen (einem Neffen von Frans Brüggen), Bertho Driever, Paul Leenhouts und Karel van Steenhoven gegründet, die damals am Sweelinck Conservatorium in Amsterdam studierten. Bekannt wurde das Ensemble 1981, als es am Musica Antiqua Concours in Brügge teilnahm. Dabei führte es entgegen den Wettbewerbsregeln ein eigenes Arrangement eines Lieds von Stevie Wonder auf, dennoch wurde es zum Gewinner des Wettbewerbs gekürt. Das Quartett kann etliche Auftritte u. a. in Berlin, Utrecht, Sapporo und London und einige Tourneen durch Europa, die USA und Japan vorweisen. 
2001 verließ Paul Leenhouts das Quartett und wurde durch Daniel Koschitzki ersetzt. 2004 verließ auch Bertho Driever das Quartett und wurde durch Andrea Ritter ersetzt. 
Am 26. November 2007 gab das Quartett den letzten Auftritt in der Formation Brüggen, Steenhoven, Ritter und Koschitzki. Später trat es mehrmals wieder in der ehemaligen Gründungsbesetzung Brüggen, Steenhoven, Leenhouts und Driever auf.

## Diskographie
- 2011: Loeki Stardust Collection (Newton Classics)
- 2009: The Loeki Files (Channel Classics)
- 2008: Fade Control (Channel Classics)
- 2005: Nocturne (Channel Classics)
- 2003: Fugue around the clock (Channel Classics)
- 2002: Fantazia (Channel Classics)
- 2001: Time Signals (NM Classics)
- 1999: Die Kunst der Fuge (Channel Classics)
- Dutch Masters volume 40 (Philips Classics)
- La Spagna (L'Oiseau-Lyre)
- Consort Songs (Channel Classics)
- Pictured Air (Channel Classics)
- Concerti di Flauti (L'Oiseau-Lyre)
- Capriccio di Flauti (L'Oiseau-Lyre)
- A Concorde of Sweete Sound (L'Oiseau-Lyre)
- The Image of Melancolly (Channel Classics)
- Italian Recorder Music (L'Oiseau-Lyre)
- Extra Time (Decca)
- Baroque Recorder Music (L'Oiseau-Lyre)
- Virtuoso Recorder Music (L'Oiseau-Lyre)
- Alte Musik im Linzer Schloß (Extempore)